# Dipartimento di Aleg
Il dipartimento di Aleg è un dipartimento (moughataa) della regione di Brakna in Mauritania con capoluogo Aleg.
Il dipartimento comprende 6 comuni:
- Aleg
- Cheggar
- Mal
- Djellwar
- Bouhdida
- Aghchorguitt